# Hoog Soeren
Hoog Soeren est un village appartenant à la commune néerlandaise d'Apeldoorn. En 2008, le village comptait 370 habitants.